# كال روسي
كال روسي (بالإنجليزية: Cal Rossi)‏ هو لاعب كرة قدم أمريكية أمريكي، ولد في 14 مارس 1924 في لوس ألتوس هيلس في الولايات المتحدة، وتوفي في 23 يناير 2013.